# 曹谊林
曹谊林（1954年—），教授，生物医学专家。上海奉贤人，中共党员，第一位获得国际整形外科学界最高荣誉奖James Barrett Brown奖的亚裔人，中华人民共和国教育部第二批“长江学者”特聘教授、“973”项目首席科学家。出版多本学术著作、发表数百篇论文、获得多个奖项。1978年毕业于上海第二医科大学整形外科系，1988年考取博士。1991年在美国哈佛大学医学院从事博士后研究工作，回到中国后进入上海第二医科大学（后并入上海交通大学）工作，后担任北京、上海多个医院副院长、院长。